# Гончаров, Владислав Олегович
Владисла́в Оле́гович Гончаро́в (бел. Уладзісла́ў Але́гавіч Ганчаро́ў; род. 2 декабря 1995 года, Витебск, Белоруссия) — белорусский батутист, олимпийский чемпион 2016 года, чемпион мира 2017 года в синхронных прыжках, чемпион Европы 2014 и 2016 годов, чемпион Европейских игр 2019 года. Заслуженный мастер спорта Республики Беларусь (2022).

## Биография
Владислав Гончаров впервые пошел в секцию гимнастики в возрасте 6 лет, но спустя 3 месяца занятий он был отчислен в связи с тем, что, по мнению его первых тренеров — у него не оказалось способностей и задатков к занятиям спортом. Но его посчитал перспективным спортсменом, с необходимыми задатками и желанием заниматься спортом, другой человек — тренер СДЮШОР № 2 по батуту Ольга Власова и стала заниматься с ним. Ольга Власова тренирует Владислава Гончарова до сих пор. По словам тренера Власовой, Владислав Гончаров уже в 6 лет отличался от своих ровесников, проявляя трудолюбие и желание соперничать, хотел изучать все как можно быстрее. Свою первую медаль завоевал спустя 6 лет тренировок у тренера Власовой.
На чемпионате мира 2013 года в индивидуальных соревнованиях занял 8-е место, в синхронных прыжках — 6-е место.
На чемпионате Европы 2014 года в Гимарайнш завоевал золото в индивидуальных соревнованиях и бронзу в командных соревнованиях, в синхронных прыжках занял пятое место. В том же году на чемпионате мира в Дейтона-Бич стал серебряным призёром в синхронных прыжках и бронзовым в индивидуальных соревнованиях.
Серебряный призёр Европейских игр 2015 года в Баку в индивидуальных и синхронных прыжках. В том же году на чемпионате мира в Оденсе стал серебряным призёром в индивидуальных и синхронных прыжках и бронзовым в командных соревнованиях.
На чемпионате Европы 2016 года в Вальядолиде завоевал золото в индивидуальных и синхронных прыжках и серебро в командных соревнованиях. В том же году дебютировал на Летних Олимпийских играх в Рио-де-Жанейро, где в индивидуальном первенстве прыгнул с общим счётом 61,745 балла и завоевал золотую медаль, единственную для сборной Беларуси на этих Играх.
После победы на Олимпиаде в своих интервью на вопросы о том, как ему удалось победить, отвечал, что все дело в тренере Ольге Власовой.
Является студентом кафедры гимнастики Белорусского государственного университета физической культуры.

## Политические взгляды
Подписал открытое письмо спортивных деятелей страны, выступающих за действующую власть Беларуси после жестких подавлений народных протестов в 2020 году.

## Личная жизнь
В конце 2017 года женился на коллеге по сборной Анне Горченок.